# 輪盤

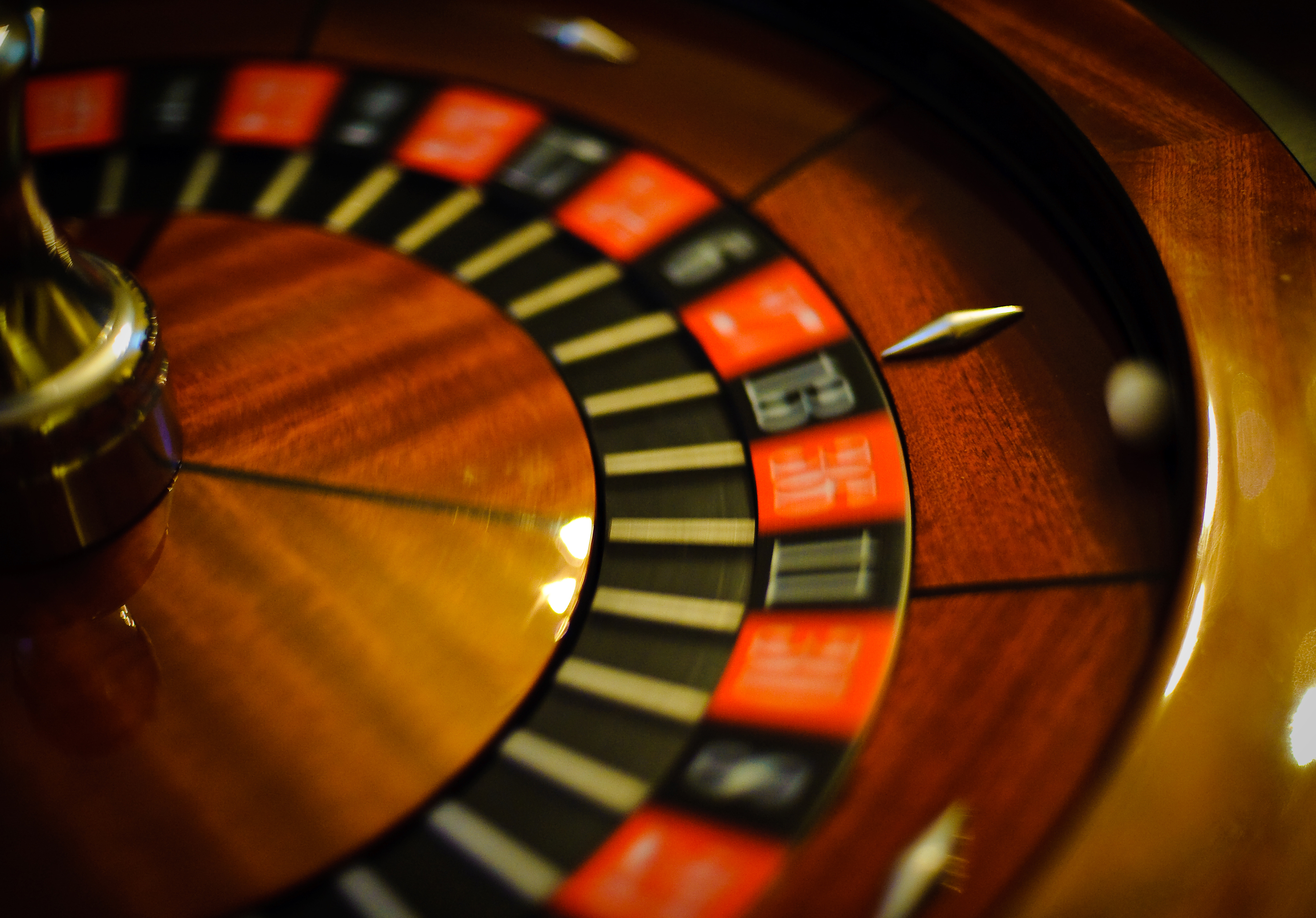
輪盤

輪盤（Roulette）是一種賭場常見的博彩遊戲，Roulette一詞在法語的意思解作小圓輪。輪盤一般會有37或38個數字，由莊荷負責在轉動的輪盤邊打珠，然後珠子落在該格的數字就是得獎號碼。
輪盤上的數字會以紅、黑兩色間隔，但數字的排列並非順序而至。常見的輪盤有兩種，分別是美式輪盤及歐洲式輪盤。美式輪盤共有38個數字，包括1至36號、0號以及00號，歐式輪盤則共有37個數字，包括1至36號以及0號。除紅黑兩色外，0及00號在輪上則是綠色的。此外，還有一種法式輪盤，只有25個數字，包括1至24號以及0號，法式輪盤與歐美兩種輪盤的最大分別為法式轉動的珠子較大，以及數字間隔為波浪型狀。
由於輪盤投注方式多樣，而且客人多喜愛投注於多個號碼，故美式輪盤賭桌多以其特有的顏色籌碼（Color chips）作投注以區別該注屬於哪位客人，但在很多賭場內，現金籌碼一樣也可以投注。因顏色籌碼不能直接兌換現金，客人離開賭桌時便會把顏色籌碼兌換回現金籌碼。
由於莊荷會用一個玻璃或鐵製的小塔放在勝出號碼格子的籌碼上，所以一般來說，如客人投注在輪盤賭桌上的籌碼押中，莊荷只會將勝出的賠彩交給客人，而原注則會留在原處。

## 歷史
輪盤起源於17世紀的法國，一般被認為是著名數學家布萊士·帕斯卡於研究永動機原理時得到啟發而設計的。1843年法國人白蘭斯在原有輪盤上加上0號，以增加莊家優勢（反過來說，即降低押中的可能性），其後傳至美國，美國人又在輪盤加上00號（早期亦有人以鷹圖案代替）。在很多地方，輪盤是最受歡迎的遊戲，當中蒙地卡羅是其中之一，因為就是白蘭斯在那兒興建第一間賭場。
另外，有關輪盤還有一項有趣的軼聞，當時人們都認為白蘭斯曾與魔鬼打交道，由於輪盤上1至36號加總剛好為666，這正是代表魔鬼的數字。

## 種類
- 美式輪盤：共有38個號碼，包括0、00號，多以不能直接兌換現金的顏色籌碼作投巨资注。
- 歐式輪盤：共有37個號碼，包括0號，直接以現金碼投注。
- 法式輪盤：共有25個號碼，包括0號（也有以其他圖案代替）。

另外還有一種與美式輪盤數字排位一樣，但只有0號而沒有00號，主要於英國及澳門流行。與歐式輪盤的分辨方法可觀察0號左右的數字，一般歐式輪盤上，0號左右分別為26及32號，但這種輪盤上0號左右是1及27號（即美式輪盤原先00號的位置）但玩法一樣。而當美國賭場設置沒有00號的輪盤賭桌時，也多數採用這種設計。

## 投注方式
輪盤的投注區分為外圍(Outside Bet)和內圍(Inside Bet)，

0至36號屬於內圍，其他則屬於外圍，通常為打珠一刻前截止投注（莊荷必會聲明之）。
輪盤有多種投注方式，可單一押於一個號碼、亦可押於一組號碼組合，如下列各種：
- 顏色：可投注開出紅或黑色號碼，賠率1:1。
- 奇偶：可投注開出奇或偶數號碼，賠率1:1。
- 大小： 1-18、19-36：可投注開出號碼屬上半（小）或下半段（大），賠率1:1。
- 12個數字組合（Dozen Bet）：可投注開出號碼屬於前(1-12)、中(13-24)或後(25-36)12個號碼，賠率1:2。
- 直行（Column Bet）：可投注開出號碼屬於第一(1,4,7,10...)、二(2,5,8,11...)或三(3,6,9,12...)直行，賠率1:2。

以上組合不包含0或00中獎
- 單個數字（Single Bet或Straight Bet）：投注於一個數字的格上，賠率1:35。
- 兩個數字組合（Split Bet）：投注於兩個數字之間的線上，賠率1:17。
- 三個數字組合（Street Bet）：投注於橫行三個數字與外圍投注區的線上，賠率1:11。

另外，美式輪盤上投注於0,00,2三個號碼也屬此列，賠率一樣，但英文稱為Basket Bet。
- 四個數字組合（Corner Bet或Square Bet）：投注於四個數字交接之間的點上，賠率1:8。
- 五個數字組合（First Five Bet）：只適用於美式輪盤，用作投注0,00,1,2,3五個數字，賠率1:6。
- 六個數字組合（Line Bet，Sixline Bet或Alley Bet）：投注於兩行橫行數字外圍投注區的交接點上，賠率1:5。